# Justin Simien
Justin Simien (Houston, 7 de maio de 1983) é um cineasta, ator e autor afro-americano. Seu primeiro longa-metragem, Dear White People, ganhou o Prêmio Especial do Júri Dramático dos EUA por Talento Revelação no Festival Sundance de Cinema de 2014. O filme foi posteriormente adaptado para a série da Netflix de mesmo nome. Simien também foi nomeado para a lista de 2013 "10 Diretores para Observar" da Variety.

## Início da vida
Simien nasceu em 7 de maio de 1983, em Houston, Texas. Criado na zona metropolitana, frequentou a Escola Secundária de Artes Cênicas e Visuais. Após a formatura, ele estudou cinema na Chapman University, na Califórnia. Simien trabalhou em vários empregos em Los Angeles antes de dirigir seu primeiro longa-metragem, incluindo gerente de mídia social na Sony Television, assistente de publicidade na Focus Features e coordenador de publicidade na Paramount Pictures.

## Carreira
Simien dirigiu três curtas-metragens antes de Dear White People: Rings (2006), My Women: Inst Msgs (2009) e INST MSGS (Instant Messages) (2009).
Simien começou a trabalhar no que se tornaria Dear White People em 2006, com inspiração para o roteiro vindo de seus sentimentos enquanto frequentava a Chapman University, predominantemente branca. Em 2012, ele criou um trailer conceitual usando sua restituição de impostos como financiamento. Com o trailer conceitual como peça central, ele lançou uma campanha de crowdfunding no Indiegogo para arrecadar $ 25.000, mas obteve uma resposta esmagadora e conseguiu arrecadar $ 40.000.
O filme estreou em competição na categoria dramática dos EUA no Festival Sundance de Cinema de 2014 em 18 de janeiro de 2014.  O filme começou seu lançamento nos Estados Unidos em 17 de outubro de 2014. Em seu fim de semana de abertura, o filme arrecadou $ 344.000 em apenas onze locais para uma média impressionante de $ 31.273 por cinema.
Dear White People ganhou o "Prêmio do Público" no Festival Internacional de Cinema de São Francisco de 2014. Simien também foi nomeado para a lista de 2013 "10 Diretores para Observar" da Variety.
Em 5 de maio de 2016, a Lionsgate anunciou um acordo para produzir uma série de televisão baseada em Dear White People e distribuída pela Netflix com os primeiros dez episódios do programa a serem escritos por Simien. A série foi lançada em abril de 2017 com aclamação da crítica. Peter Debruge, escrevendo para a Variety, elogiou a escrita, direção, comentários sociais e elenco. O The New York Times elogiou o exame da série de preocupações como apropriação, assimilação e conflito. Em junho de 2017, a série foi renovada para uma segunda temporada, lançada em maio de 2018. Em 21 de junho de 2018, a série foi renovada para uma terceira temporada, lançada em agosto de 2019.  Em 2 de outubro de 2019, a série foi renovada para sua quarta e última temporada, que foi lançada em setembro de 2021.
Ele foi o escritor, diretor e compositor da comédia de terror de 2020, Bad Hair. Teve sua estreia mundial no Festival Sundance de Cinema de 2020. Pouco depois, o Hulu adquiriu os direitos de distribuição do filme. Foi lançado em um lançamento limitado em 16 de outubro de 2020, pela Neon, seguido por streaming digital no Hulu em 23 de outubro de 2020.  O filme recebeu críticas mistas dos críticos.
No Disney Investor Day 2020, ele foi anunciado como o showrunner de uma nova série do Disney+ sobre Lando Calrissian, chamada Lando.
Em abril de 2021, Simien assinou contrato para dirigir uma nova adaptação cinematográfica da atração do parque temático da Disney, The Haunted Mansion. Haunted Mansion será lançado em 10 de março de 2023.
Mais recentemente, ele assinou um contrato geral com a Paramount Television Studios.

## Influências
Embora Simien tenha sido comparado ao diretor Spike Lee, Simien diz que não aceita essa comparação porque ele não quer ser "o próximo Spike Lee", mas sim "o próximo Justin Simien" (embora ele credite Do the Right Thing de Lee com "mostrando a ele que é possível fazer esse tipo de filme negro"). Simien também conta com Woody Allen e Ingmar Bergman entre suas influências.

## Vida pessoal
Na estreia de Dear White People no Festival Sundance de Cinema de 2014, Simien assumiu publicamente que é gay. 

## Filmografia

### Cinema
| Ano  | Título                        | Papel                                         | Personagem    | Notas |
| ---- | ----------------------------- | --------------------------------------------- | ------------- | ----- |
| 2006 | Rings                         | Produtor, diretor, roteirista, editor         |               |       |
| 2009 | My Women: Inst Msgs           | Diretor, roteirista, editor                   |               |       |
| 2009 | INST MSGS (Instant Messages)  | Coprodutor, diretor, roteirista, editor, ator |               |       |
| 2010 | Head                          | Produtor                                      |               |       |
| 2011 | Save Me                       | Editor, gaffer                                |               |       |
| 2010 | The Goldfish                  | Editor                                        |               |       |
| 2014 | Dear White People             | Diretor, roteirista, produtor                 |               |       |
| 2014 | Caught a Ghost: Get Your Life | Diretor                                       |               |       |
| 2015 | I Can't With You              | Ator                                          | Marshall      |       |
| 2020 | Bad Hair                      | Diretor, roteirista, produtor, compositor     | Reggie Watson |       |
| 2023 | Haunted Mansion               | Diretor                                       |               |       |

### Televisão
| Ano       | Título                        | Papel                                            | Personagem                                                                     | Notas |
| --------- | ----------------------------- | ------------------------------------------------ | ------------------------------------------------------------------------------ | ----- |
| 2017–2021 | Dear White People             | Criador, produtor-executivo, roteirista, diretor |                                                                                |       |
| 2021      | RuPaul's Drag Race: All Stars | Ele mesmo (Jurado convidado)                     | Temporada 6, Episódio: "The Charisma, Uniqueness, Nerve and Talent Monologues" |       |
| TBA       | Lando                         | Criador, produtor-executivo, roteirista          |                                                                                |       |